# マレーシア

マレーシア
Malaysia

国の標語：Bersekutu Bertambah Mutu
Unity Is Strength
（マレー語: 団結は力なり）
国歌：Negaraku（マレー語）
我が国

注1: 連邦政府各庁舎および連邦裁判所はプトラジャヤへ移転。連邦議会議事堂は移転せず、法律上の首都はクアラルンプールのままである。

マレーシア（マレー語: Malaysia、英: Malaysia）は、東南アジアに位置し、マレー半島南部およびボルネオ島北部からなる連邦立憲君主制国家。首都はクアラルンプール。
イギリス連邦加盟国のひとつ。タイ、インドネシア、ブルネイと陸上の国境線で接しており、シンガポール、フィリピンと海を隔てて近接する。ASEANの一員。
1963年、マレー半島のマラヤ連邦とシンガポールに加え、北ボルネオ、サラワクを含む国家となる。当時インドネシアが反発したが、1966年に国交正常化した。また、国内の民族対立により、1965年にシンガポールが分離独立した。その後もマレー人と華人の民族対立が続いたが、1970年代からマレー人優遇策（ブミプトラ政策）に踏みきり、1980年代以降はマハティール・ビン・モハマド首相が主導するルック・イースト政策で工業化の実現に成功した。

## 国名
正式名称は、Malaysia。（マレー語: [malajsiə]）。
公式の英語表記は Malaysia（[məˈlεɪʒə]）。

### 国外での表記
日本語の表記はマレーシアあるいはマレイシアである。ほかにマレーシャ、マレイシヤなどの表記もある。また、連邦制国家であることに鑑みマレーシア連邦とされることもある。漢字による当て字では馬来西亜と表記し、馬と略す。中国語表記は马来西亚（簡体字） / 馬來西亞（繁体字）。略称は大马（簡体字） / 大馬（繁体字）。

### 名称の由来
マレーシアとは「『ムラユ (Melayu)』の国」の意味だが、この「ムラユ」という言葉自体は、サンスクリット語で「山脈のある土地（島）」を意味する「マラヤドヴィパ (Malayadvipa)」を語源としている。古代インドの時代には、交易商たちがマレー半島を指すときに使う言葉であった。その後、7世紀の唐の僧侶の義浄による記録に現れるスマトラ島に存在したシュリーヴィジャヤ王国（3世紀 - 14世紀）の他称『ムラユ王国』として継承され、近代に入ってからフランス人の探検家ジュール・デュモン・デュルヴィルによってマレーシアという言葉が生み出される。
もっとも、当時は現在のマレーシアのみならず、東インド諸島全体を指し示していた。そのため、現在のフィリピンが独立する際、国名をマレーシアとする案もあったとされる が、フィリピンよりも先にマラヤ連邦（現在のマレーシア）が先に自らをマレーシアと呼称するようになり、現在に至る。

## 歴史
- 13世紀 - アラブ商人やインド商人と共にイスラム教が伝来し、仏教とヒンドゥー教の時代が終わった。
- 1400年 - マラッカ王国成立。
- 1511年 - ポルトガル、マラッカを占領（ポルトガル領マラッカ、1511年 - 1641年）。
- 1542年 - マラッカからポルトガルの鉄砲が日本に伝来した（鉄砲伝来）。
- 1549年 - イエズス会のフランシスコ・ザビエルがマラッカを出発し、日本到着。
- 1641年 - オランダ、マラッカを占領（オランダ領マラッカ（英語版）、1641年 - 1825年）。
- 1777年 - 隣国シャム（現在のタイ）のソンクラー国主に福建省漳州府海澄県出身の華僑・呉譲が就任。以後、ソンクラー国を拠点としてシャム軍がパタニ王国、ケダ・スルタン国（英語版）への侵略の動きを見せ始める。
- 1786年 - シャムの攻撃を恐れたケダ・スルタン国は、非常時におけるイギリスによる兵力援助の約束と引き換えに、イギリス東インド会社にペナン島を賃貸した。イギリス東インド会社は、中国やインドからの移民増加政策を行った。
- 1791年5月1日 - シャムが隣国のパタニ王国（現在のタイ深南部三県）まで攻めてきたため、イギリスに派兵を要求したが断られた。ここにケダ・スルタン国はフランシス・ライト（英語版）に5年間騙されていたことが発覚した。クダ・スルタン国は1万人からなる大軍によるペナン島回復戦を計画したが、事前にフランシス・ライトに察知され、ペナンを取り返すどころか対岸の拠点セベラン・ペライ（英語版）を奪われてしまい、ペナンを正式にイギリスに明け渡した（ペナンの歴史）。
- 1795年 - イギリス、マラッカを獲得。
- 1805年 - トーマス・ラッフルズがペナンに派遣され、ペナンで積んだ経験が後のシンガポール建設の参考となった。
- 1819年 - トーマス・ラッフルズがシンガポールの地政学上の重要性に着目、ジョホール王国の内紛に乗じてシンガポールを獲得した。
- 1821年 - ケダ・スルタン国はシャムに征服され、統治された。
- 1824年 - イギリス・オランダ両国にて、マレー半島（マラッカ海峡）を中心とする地区の勢力範囲を定めた英蘭協約を締結（イギリスはスマトラ島西海岸のベンクーレン（ブンクル）とオランダのマラッカを交換し、ペナン・シンガポール・マラッカのマレー半島に英領植民地を得る）。
- 1826年 - イギリスとシャムがバーニー条約（英語版）を締結し、イギリス領マラッカ海峡植民地成立。
- 1836年 - フランシス・ライトの息子でペナン出身のウィリアム・ライトが南オーストラリアのアデレード建設を開始。
- 1840年 - ジェームズ・ブレマー（英語版）率いる英国極東艦隊が海峡植民地シンガポールから阿片戦争へ出撃。ジェームズ・ブルックがサラワクの反乱の鎮圧に協力。
- 1841年 - サラワク王国がブルネイ・スルタン国から独立。
- 1842年 - ジェームズ・ブルックがサラワク王国の国主となる。
- 1855年 - イギリスとシャムが通商貿易に関するボーリング条約（英語版）（不平等条約）を締結。
- 1874年 - イギリス領マラヤ成立。錫鉱床の開発が進む。
- 1882年 - アヘン戦争で有名なランスロット・デント（英語版）のデント商会（英語版）のデント兄弟がイギリス北ボルネオ会社による北ボルネオ（スールー王国とブルネイ王国）の統治を開始。
- 1888年7月 - イギリス北ボルネオ会社により統治されるイギリス保護国北ボルネオが成立。
- 1909年 - 英泰条約（英語版）によってクダ・スルタン国はイギリスに移譲され、イギリス領マラヤになる（Unfederated Malay States）。
- 1941年 - 日本軍がコタバル近郊に上陸（マレー作戦）。太平洋戦争の開戦。
- 1942年 - 日本軍がマラヤ全域を占領（日本占領時期のマラヤ）日本人墓地が数か所ある。
- 1946年 - マラヤ連合と改称。サラワク王国がイギリス領サラワクになる。
- 1947年 - マラヤ連邦、イギリス領植民地の集合体として結成。
- 1948年 - 戦後、イギリスに返還されていたケダ州がマラヤ連邦に加入。マラヤ危機（1948年 – 1960年）。
- 1957年 - マラヤ連邦（初代国王トゥアンク・アブドゥル・ラーマン、初代首相トゥンク・アブドゥル・ラーマン）独立。
- 1962年 - 1966年 - インドネシアとマレーシアの対立（英語版）。
- 1963年 - シンガポール、イギリス保護国北ボルネオ、イギリス領サラワクがマラヤ連邦と統合し、マレーシアが成立。
- 1965年 - シンガポールがマレーシアから独立。
- 1968年 - 1989年 - 共産主義者の反乱（英語版）。
- 1969年5月10日 - 1969年総選挙実施。
- 1969年5月13日 - マレーシア史上最悪の民族衝突であるマレー人と中国人の間の衝突（5月13日事件）が起きる。
- 1970年 - 7月緊急条例発布。9月、ラーマン首相辞任。第2代首相にアブドゥル・ラザク就任。
- 1974年 - クアラルンプールを連邦の首都に定める。
- 1981年 - マハティール首相就任（ - 2003年）。
- 1984年 - サバ州沖合のラブアン島が連邦直轄領になる。
- 1999年 - 首相官邸がクアラルンプール郊外の新行政都市プトラジャヤに移転。首都機能が2010年までに移転される。
- 2003年 - アブドゥラ・ビン・アフマッド・バダウィが首相に就任。
- 2007年 - 国語表記を、マレー語からマレーシア語 (bahasa Malaysia) に定めた。
- 2008年2月13日 - アブドラ首相は、連邦議会下院を解散すると発表した。憲法の規定により解散後60日以内に総選挙が行われる。同時にサラワク州を除く12州議会に解散するよう要請した。
- 2008年 - 3月の総選挙で国民戦線は3分の2議席を確保できなかった。
- 2009年 - 前年の総選挙で与党連合が歴史的敗北を喫し、アブドラ首相が責任をとって二期目の任期4年を残し辞任。4月3日、マレーシア与党連合・国民戦線の中核政党の統一マレー国民組織 (UMNO) の新総裁ナジブ・ラザクが第6代首相に就任した。
- 2013年2月11日 - ラハダトゥ対立 (2013年)。
- 2015年7月2日 - 国策投資会社1MDBからナジブ首相の個人口座へおよそ7億ドルが振り込まれた公文書記録をウォール・ストリート・ジャーナルが報じた。下旬、会社幹部が逮捕者を出す一方、内務省は経済紙に発禁命令を出した。
- 2015年10月11日 - シンガポール金融管理局が、スイスのファルコン・プライベート・バンクとUBSのシンガポール支店、地場金融大手DBS銀行に対し、資金洗浄規制に違反したとして処分を下したと発表[8]。UBSとDBSは、1MDBの資金流用に関与した疑いで調査されていた。UBSは130万Sドル、DBSは100万Sドルの罰金を科された。
- 2018年 - 2018年マレーシア総選挙実施。
- 2020年 - マレーシアの高等裁判所は政府系ファンド「１ＭＤＢ」の資金を不正流用した罪などに問われたナジブ・ラザク元首相に有罪の判決を下した[9]。

## 政治
政体は立憲君主制である。小選挙区制をとるが、都市部と農村部の間の一票の格差は最大9倍に及び、農村部の票が強い状態となっている。

### 元首

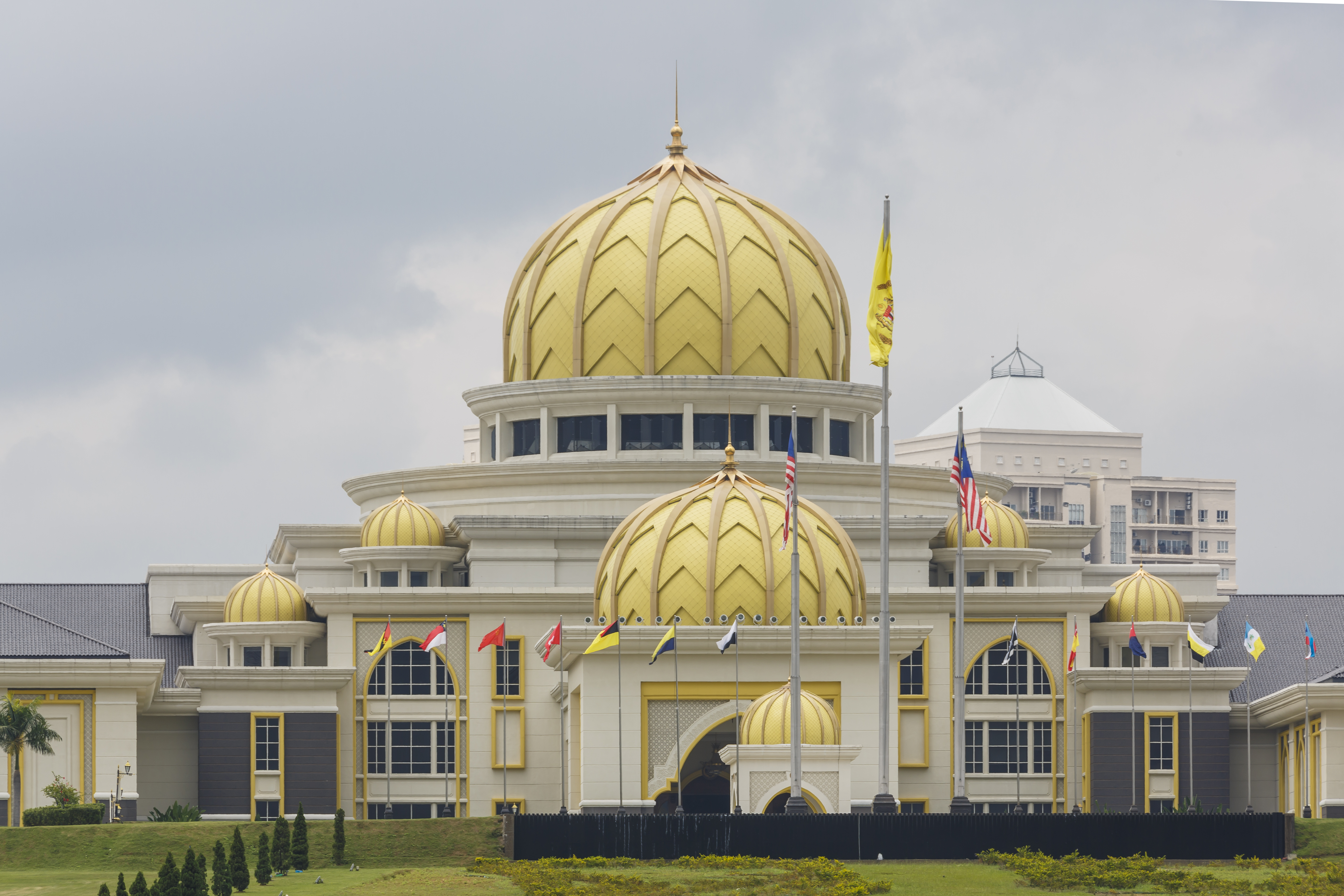
マレーシアの国王の官邸

国家元首たる国王（アゴン）は13州のうち9州にいる君主と、4州の代表者による選挙で選出されるが、実質的には建国時の在位年順を基準とした輪番制である。任期は5年。現行の国際連合加盟国で、明確な選挙君主制を敷いているのはマレーシアが唯一であり、さらに任期制を取る例は珍しいが、国家成立の過程から単一の王家を選出することは不可能であり、ヌグリ・スンビラン州の州王（ヤン・ディプルトゥアン・ブサール）が州内小君主の互選で選出されていたという事情もあった。また国王選出と同時に副国王の選出も行われるが、これは国王の次の番となる州の君主が選出されるものであり、前国王の退位後には国王に就任することとなる。

### 行政

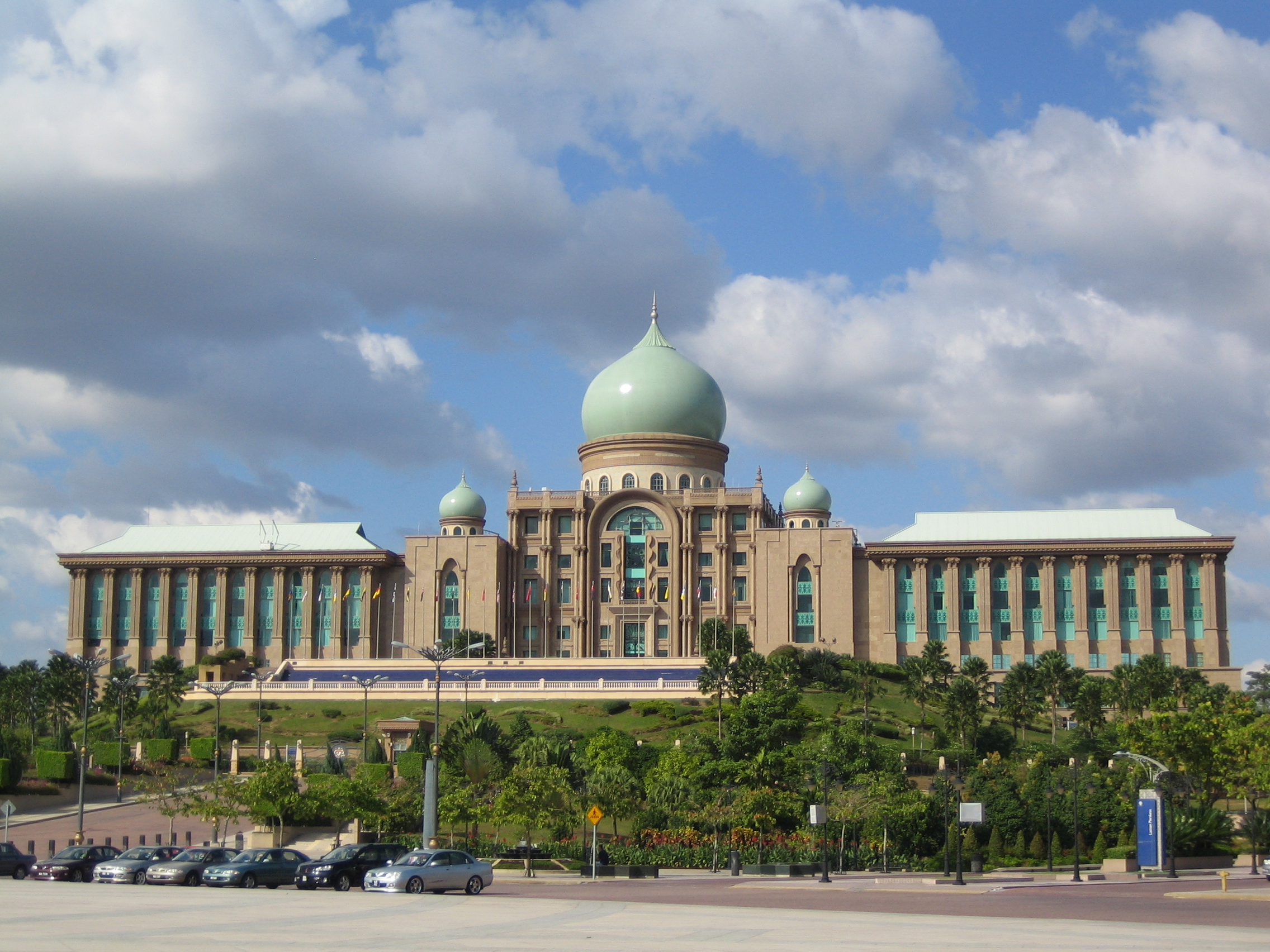
マレーシアの首相の事務所

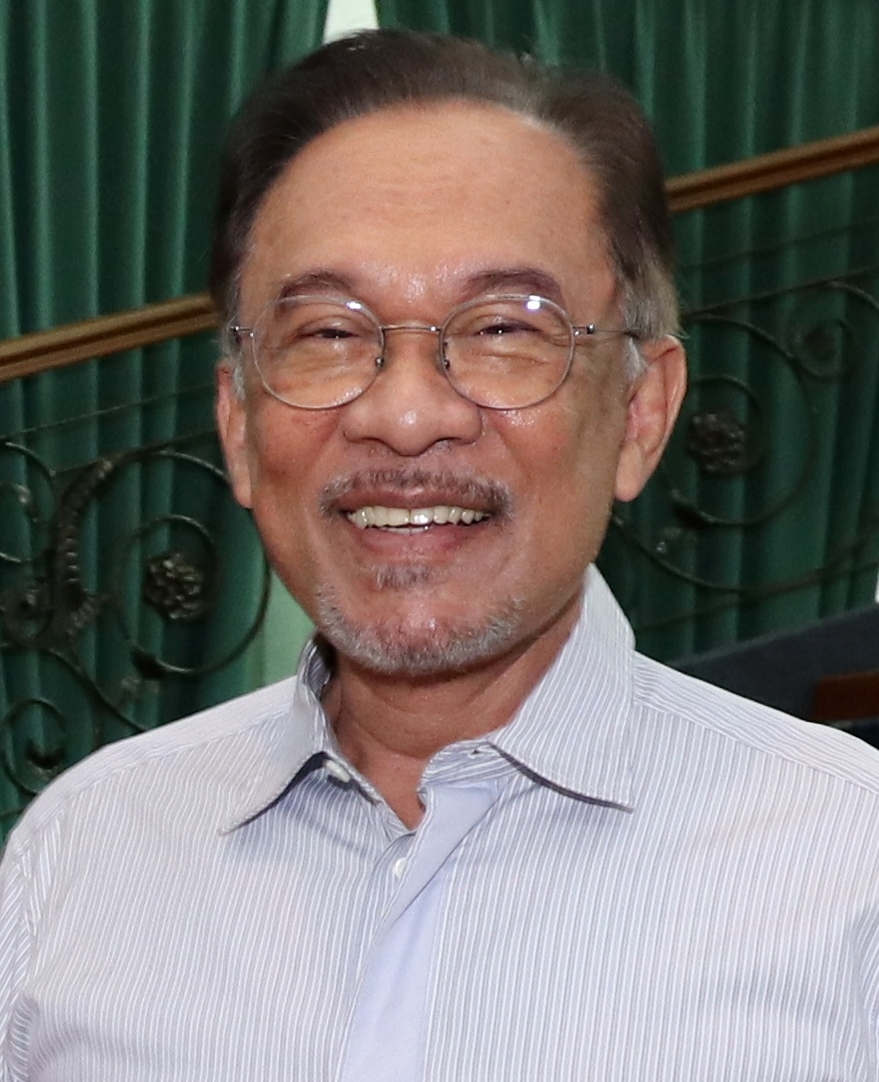
アンワル・イブラヒム首相

行政府の長は首相であり、国王は内閣の補佐を受けて行政を担当する。

### 立法

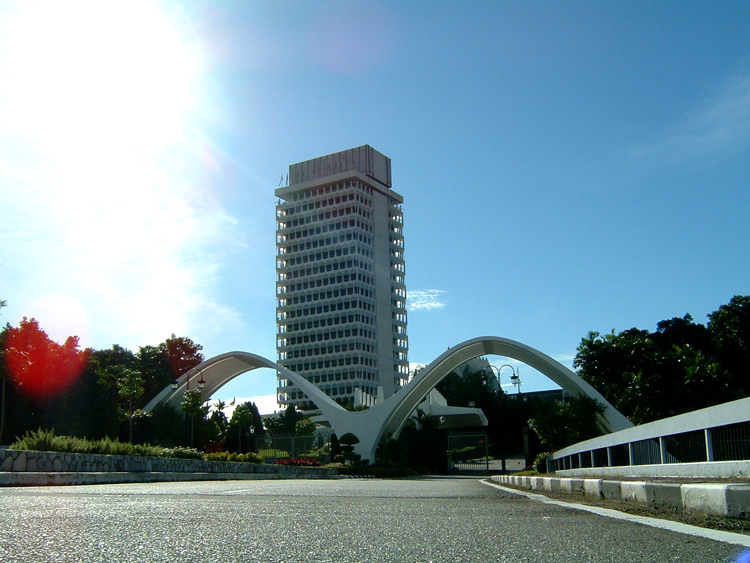
マレーシアの国会

- 元老院 - マレーシア議会上院
- 代議院 - マレーシア議会下院

### 列柱社会
マレーシアは、人口の6割をマレー系、3割を華人系、1割をインド系が居住する国家である。居住の形態は、伝統的にはそれぞれのエスニシティが集団で居住する形式をとっていた経緯があり、また政治の支持基盤も民族毎であるという特色がある。

### 政党
与党勢力
- 希望同盟 (Pakatan Harapan) (PH)
  - 民主行動党 (DAP)
  - 人民正義党 (PKR)
  - 国民信任党 (AMANAH)
  - 統一パソクモモグン・カダザンドゥスン・ムルト組織 (UPKO)

- 国民戦線 (Barisan Nasional) (BN)
  - 統一マレー国民組織 (UMNO) （マレー系）
  - マレーシア華人協会 (MCA) （華人系）
  - マレーシア・インド人会議 (MIC) （インド系）

野党勢力
- 国民同盟 (Perikatan Nasional) (PN)
  - 先住民族団結党 (PPBM/BERSATU)
  - マレーシア民政運動党 (グラカン/GERAKAN)
  - 全マレーシア・イスラーム党 (PAS)

セグメントごとの支持基盤、エスニシティ間の対立を回避するために、国民戦線では、エスニシティのリーダー間の協調が図られている。先述の5月13日事件がその契機となった。

## 軍事

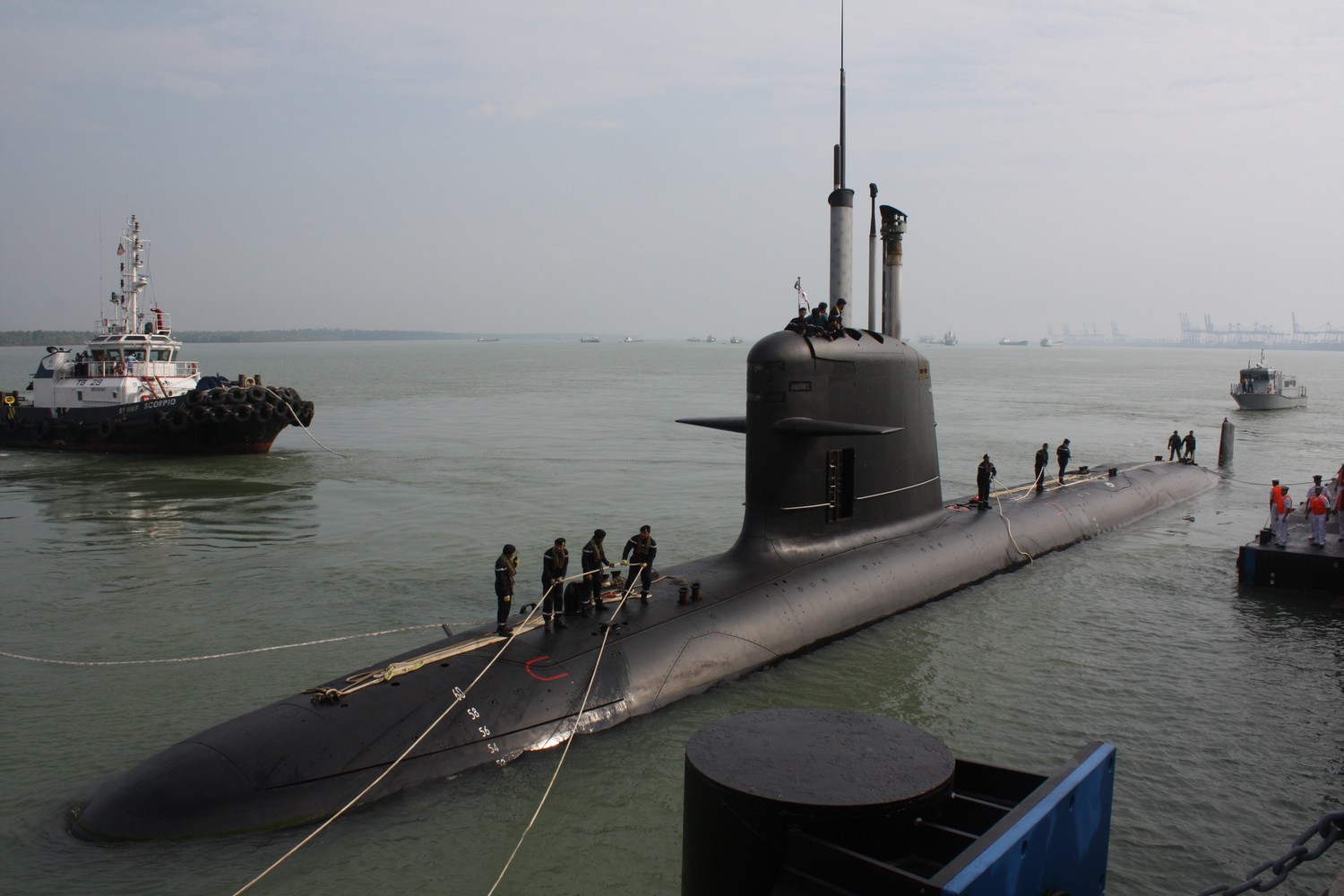
マレーシアの潜水艦

兵力は正規軍10万人（陸軍8万人、海軍1万2,000人、空軍8,000人）、ほかに予備役が4万1,600人。予算は2003年に20億5,300万ドル。
2003年より、ナジブ・ラザクの提唱で制定された「国民奉仕制度」が施行された。これは、「軍への兵士としての入隊」ではないために一般的な意味での徴兵制とは言えないが、国民の団結を図る目的で「抽選で選ばれた18歳の男女が国防省の管理下で6か月間の共同生活を行う」という内容であり、強制的に国民へ課せられる義務である。
また、安全保障協定として、1971年にイギリス、オーストラリア、ニュージーランド、シンガポールと五ヵ国防衛取極め (the Five Power Defence Arrangements) を締結しており、各国軍との連携を図っている。
また、マレーシア国軍とは別に、ジョホール州は独自の軍隊を持っている。

## 国際関係
旧宗主国のイギリスや、日本、オーストラリアなどと貿易を通じて密接な関係を持つほか、隣国であるタイ、シンガポール、インドネシアなどのASEAN諸国とも密接な関係を持っている。近年は、中国・韓国との関係も強化している。また、イスラーム教国であることから中東諸国との結びつきが強い。なお、現在もイギリス連邦の一員である。

### シンガポールとの関係
隣国で一時は同じ国であったシンガポールとは人種や領土、開発に関する問題、欧米諸国への姿勢などでたびたび衝突しており（軍事的なものではなく、あくまで外交上のものである）、地理的・心理的に密接ではあるが複雑な関係と言える。しかし中国系住民同士の結婚は盛んである。また、マレーシアにとってシンガポールは最大の輸出先でもあり、輸入元でも第2位となっており、経済的な結びつきも強い。

### 中国との関係
マレーシアは東南アジア諸国としてはシンガポールに次いで華僑の割合が高く、中国文化の影響が強いために中華圏扱いされることがあり、中華料理店がよく見られる。多くの中国系マレーシア人が芸能人として中国・香港・台湾・シンガポールなどの中華圏で活躍している。
近年経済台頭する中国に対し、マレーシアは国内に住む華僑住民とのつながりを生かして中国に接近している。
マレーシアと中国は、伝統的な友好国である。中国は近年、東南アジア各国が自国領としている南シナ海の島などを中国領土と主張しており、東南アジア各国と軋轢を強めている。マレーシアも例外ではなく、中国はマレーシアの排他的経済水域にあるジェームズ礁を「最南端の領土」と主張しており、中国の地図上ではジェームズ礁は九段線の内側になっている。マレーシアは中国と経済的な関係を重視しているため、フィリピンやベトナムとは異なり、中国の行動に安全保障上の懸念を表明することはなかった。2014年にはマレーシア軍は中国と初の合同演習を始め、2015年、2016年 も行った。
2014年3月から6月にかけて、ピュー・リサーチ・センターが実施した調査ではマレーシア人回答者の71%が中国を「好き」「とても好き」と回答している。同じ調査で、日本は75%とやや上回り、アメリカは51%である。

### 日本との関係
| 調査対象国     | 肯定 | 否定 | どちらでもない | 肯定-否定 |
| -------------- | ---- | ---- | -------------- | --------- |
| 中国           | 4%   | 90%  | 6              | -86       |
| 韓国           | 22%  | 77%  | 1              | -55       |
| パキスタン     | 51%  | 7%   | 42             | 44        |
| フィリピン     | 78%  | 18%  | 4              | 60        |
| オーストラリア | 78%  | 16%  | 6              | 62        |
| インドネシア   | 79%  | 12%  | 9              | 67        |
| マレーシア     | 80%  | 6%   | 14             | 74        |

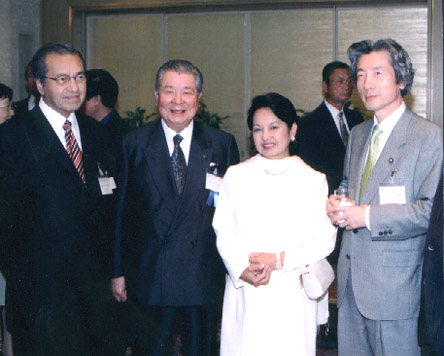
マハティール・ビン・モハマドと小泉純一郎

対日関係については、「ルックイースト政策」を掲げたマハティール政権、それを継承したアブドラ政権の下で緊密な関係が維持され、トヨタや日本航空、イオンなどの日本企業のマレーシアへの進出が進むなど密接な関係を築いてきた。日本が事あるごとに太平洋戦争の謝罪外交をすることについて「いったい、いつまで謝罪外交を続けるのか。自信を取り戻し、アジアのため世界のためにリーダーシップを発揮してほしい」と日本を励ましていたマハティール首相は、1994年8月にマレーシアを訪問した村山富市首相が過去の戦争について謝罪した際にも、「日本が50年前に起きたことを謝り続けるのは理解できない。過去は教訓にすべきだが、国家間の関係は現在から未来に向けたものにすべきだ」（I can't understand why Japan continues to apologize for what took place 50 years ago. Japan should put its past behind it and strive to play an active role in the peace and stability of Asia. ）と村山の姿勢に疑問を呈した。そして、1992年の香港国際会議上でも、「もし日本なかりせば、……マレーシアのような国は、ゴムを育て、スズを掘り、それを富める工業国（イギリス・オランダなど）の言い値で売り続けていたであろう」と表明するほど日本に対して友好的である。
一例であるが、現在でも、KLセントラル駅などの鉄道駅の経路板には、日本語での表記があり、ASEANの中でも親日を感じられる一つでもある。
ピュー・リサーチ・センターが実施している世界各国を対象とした対他国感情に関する調査によれば、マレーシア人の対日・対日本人感情は好意的な回答を示しており、2013年度調査では、対日・対日本人感情の好意的な回答が全調査対象国のなかでトップであり、マレーシア人の80%が日本を肯定的に見て、6%が否定的な見解を示している。

### 北朝鮮との関係
1973年に国交を樹立、2017年まで北朝鮮にとっての唯一の査証免除制度のある国となっていた が、同年2月に発生した金正男暗殺事件における対応を起因として、両国の関係が急速に悪化。同年3月には北朝鮮国民に対する査証免除制度の停止 や、北朝鮮の駐在大使をペルソナ・ノン・グラータとして国外退去処分とすることを決定 し、北朝鮮側もこれに対抗してマレーシアの駐在大使に退去通告を行った。2021年3月19日、北朝鮮はマレーシアとの断交を通告し、在マレーシア北朝鮮大使館は閉鎖された。

### 中東との関係
国民の6割がイスラム教徒であり中東諸国への親近感が強い。ガザ紛争においてアンワル首相が自ら親パレスチナ集会に顔を出すなど、マレーシア政府はアジア諸国の中でも際だってイスラエルに批判的な姿勢を打ち出している。そうした機運が国民にも広がり、イスラエルを支援する米国企業の飲食店の利用を控えるようSNSで呼びかけている。

## 地理

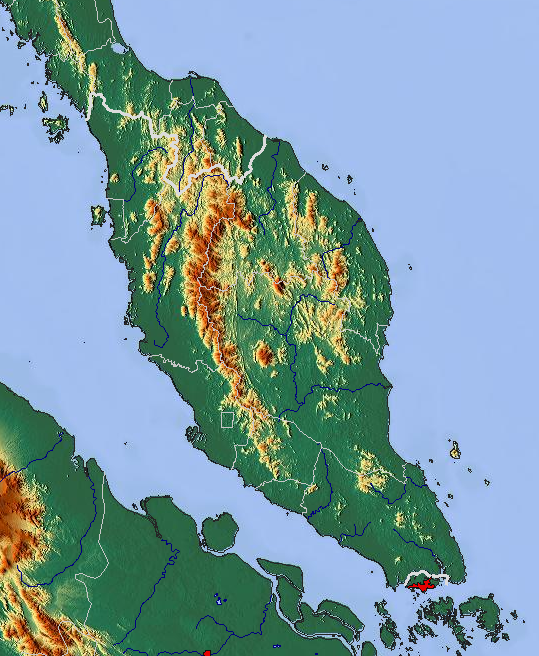
マレー半島地形図

マレー半島南部（国土の4割）とボルネオ島北部（同6割）を領土とする。マレー半島でタイと、ボルネオ島でインドネシア、ブルネイと接する。領海はシンガポール、フィリピン、ベトナムと接する。
- インドネシアとはボルネオ島で広く隣接する。ほぼ同じ言語の国であり、ともに最大の宗教がイスラム教である（ただし、マレーシアではイスラムは国教となっているがインドネシアではそうではない）。なおボルネオ島はインドネシアではカリマンタン島と呼ばれている。
- シンガポールとはジョホールバルの南からコーズウェイ（土手道）で、またジョホール州西部からはセカンドリンクと呼ばれる大橋で結ばれており経済的なつながりが強いが、政治的には衝突することが多い。
- ブルネイとはボルネオ島のサラワク州で国境を接し、同じ言語、宗教の国である。なおブルネイには飛地があり、マレーシアとの国境線は2本ある。
- フィリピンとは海域で接している。フィリピン諸島とボルネオ島の間に連なるスールー諸島にかつては王国が存在した。

一般的にはマレー半島の部分が「半島マレーシア（地区）」(Semenanjung Malaysia)、ボルネオ島の部分は「東マレーシア（地区）」(Malaysia Timur) と呼ばれる。東マレーシアのサバ州および、サラワク州は独立性が高く、ほかの州（サバ州、サラワク州との相互往来を含む）との往来はマレーシア国民であってもパスポートを必要とする。マレー半島部分は南北740キロ、東西320キロで、ティティワンサ山脈が走る。ボルネオ島のキナバル国立公園にはUNESCO世界遺産に登録され、マレーシア最高峰のキナバル山（標高4,095メートル）がそびえる。熱帯気候だが海に囲まれるため気温はあまり高くなく、湿度は1年を通じて高い。4月から10月の南西モンスーンと11月から3月の北東モンスーンの影響で年間降水量は2,500ミリに達する。マレー半島をカバーする山地はテナッセリム丘陵と呼ばれ、北はタイまで延びる。半島には南北に伸びる東西2列の山地があり、東側はビンタ山脈、西側はティティワンサ山脈と呼ばれる。最高峰は東側のタハン山（標高2,187メートル）と西側のコルブ山（標高2,183メートル）である。

## 地方行政区分

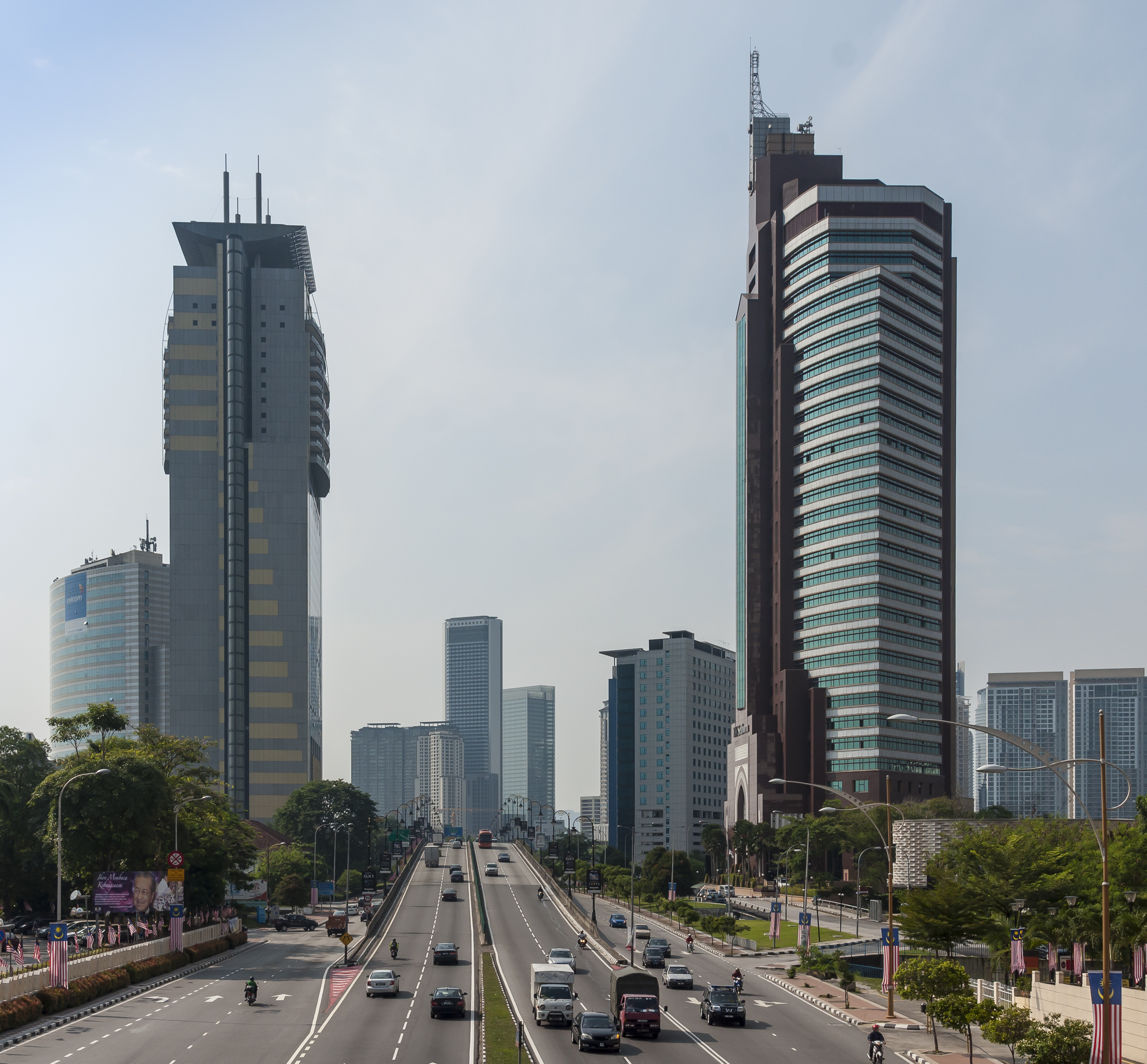
クアラルンプール

13の州と3つの連邦直轄領から構成される。
主要都市町村
- クアラルンプール
- ジョホールバル
- ジョージタウン
- イポー
- コタキナバル
- マラッカ
- バターワース
- アロースター
- クラン
- サンダカン
- ミリ
- クチン
- クアラ・トレンガヌ

## 経済

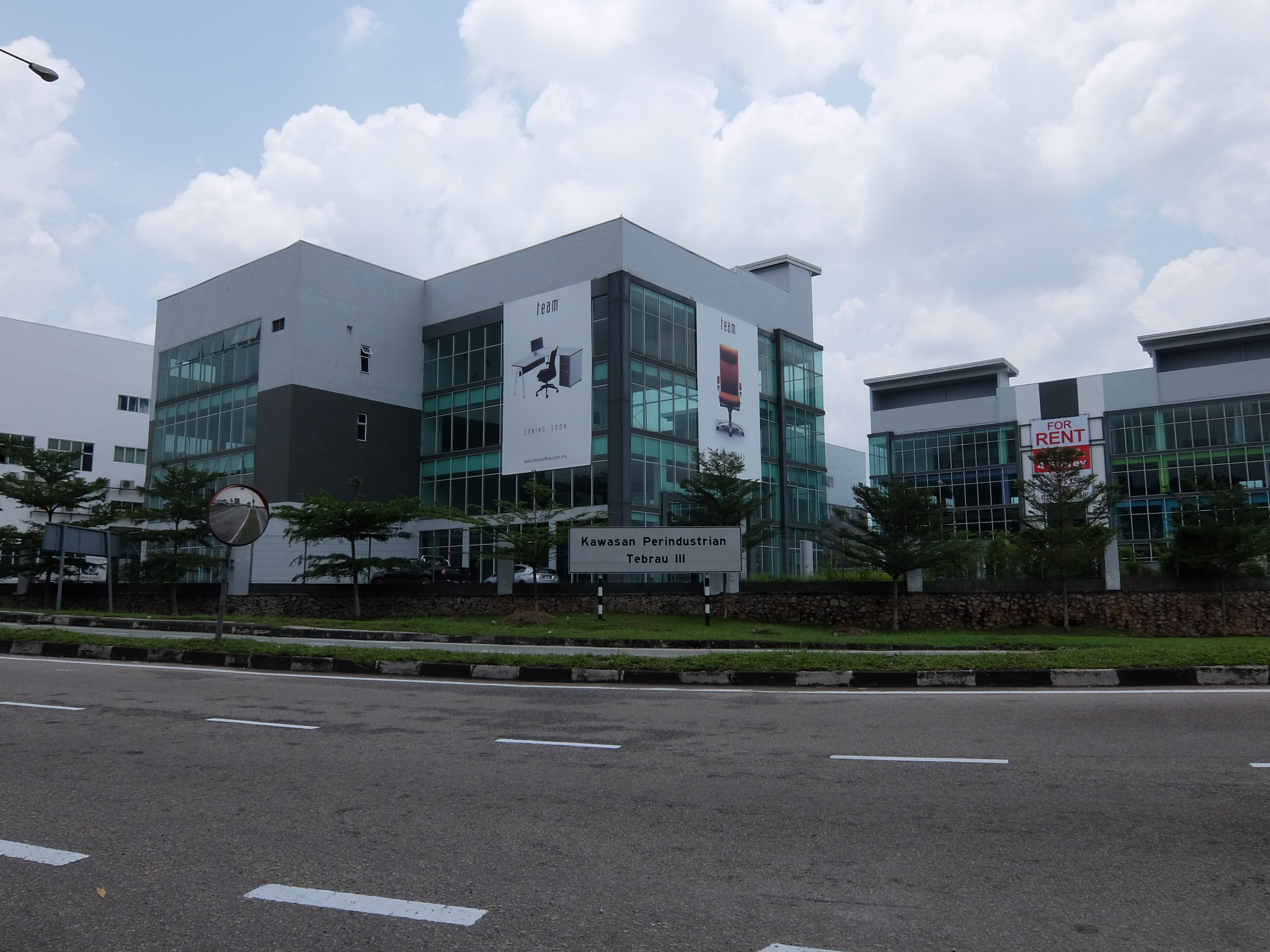
ジョホール州で工業団地の例

IMFによると、マレーシアの2013年のGDPは3,124億ドルであり、一人当たりの名目GDPは10,548米ドルである。2015年の1人あたり国民総所得（GNI）は10,570米ドルであり、世界銀行による高所得国の基準である12,476ドルにはわずかに及ばず高・中所得国に位置づけられる。日本（2015年1人あたりGNI36,680ドル）、シンガポール（同52,090ドル）、香港（同56,878ドル）、ブルネイ（同37,320ドル）などには遠く及ばないものの、一人当たりのGDPが10,000ドル以上という数値は、アジアの熱帯地域の中では珍しく高い方であり、東ヨーロッパのロシア（同11,400ドル）やルーマニア（同9,500ドル）、クロアチア（同12,690ドル）などと同水準である。
イギリス植民地時代からのゴムのプランテーションや錫の採掘、天然ガスの掘削など、特定の農作物や鉱物の生産が盛んであるが、マハティール・ビン・モハマド首相の指導の下、従来の農作物や鉱産物の輸出、観光業に依存した体質からの脱却を果たし、2020年に先進国入りするとの目標「ワワサン（マレー語でvisionの意）2020」を掲げた。
2020年になってもなおマレーシアは先進国にはなっておらずマハティールは「政治のリーダー交代と政府の路線変更により達成できなかった、あと5年はかかる」と2019年のインタビューで答えた。
多くの東南アジア諸国が欧米列強の植民地支配の影響のため発展が遅れ、社会主義での失敗や工業化が進まない中で、マレーシアは約170年間植民地支配されていたにもかかわらず日本を手本に工業化と経済成長を達成したことで、シンガポールとともに『東南アジアの優等生』と呼ばれている。しかし民族間での貧富の格差も大きいなど課題もある。

### 工業化の成功
マハティール・ビン・モハマド首相時代にさまざまな分野において国産化を推進する政策を打ち出した。なかでも国産車 (National Car) については、日本の三菱自動車の技術を導入した自動車メーカー「プロトン」（その後、三菱との資本提携を解消し、ドイツのフォルクスワーゲン社と包括提携交渉を進めるも、個別案件での協力関係を模索することとなり、一方で再び三菱との技術提携を進めている）や、同じく日本のダイハツ工業の技術を導入した小型車メーカーのプロドゥアを設立し、政府の手厚い保護もあって国内シェアの約6割を両社で占めている。また、アジアやヨーロッパ諸国への輸出も行われている。
ほかにもルノーやデルコンピュータなどの外国企業の工場の誘致、港湾の整備、空港や鉄道などの各種交通インフラの充実など、主にインフラ整備と重工業の充実を中心とした経済政策を積極的に行い、一定の成果を結んでいる。

### IT先進国政策
特に近年は、アジアにおけるIT先進国となるべく、ITインフラの整備や国内企業への支援などをはじめとするさまざまな経済政策を推し進めて来ており、インフラ整備が高く評価されてアメリカのデルコンピュータのアジアにおける生産拠点としての位置を確保したほか、地元の関連産業が次々誕生するなど一定の成果を結んでいる。
その代表的なものとして、首都クアラルンプール周辺に建設された最新のITインフラが整備された総合開発地域マルチメディア・スーパーコリドーの建設が挙げられる。このマルチメディア・スーパーコリドーには、中核となるハイテク工業団地「サイバージャヤ」と、首相官邸や各省庁舎が立ち並ぶ行政都市「プトラジャヤ」、クアラルンプールの新しい空の玄関となるクアラルンプール国際空港、さらには同空港敷地内にF1マレーシアGPも開催されるセパン・インターナショナル・サーキットなどが建設された。
また、クアラルンプール市内では、20世紀までの高層建築としては世界でもっとも高いビル・ペトロナスツインタワーの建設などが行われたほか、あわせて各種インフラの強化が行われた。

### 天然資源
マレーシアの鉱業はスズ鉱の採掘が中核となっている。イギリス領マラヤ時代に欧州資本が参入した。2002年時点の採掘量は4215トンであり、世界シェア8位（1.7%）を占める。主な鉱山は、ケダ州、ネグリ・センビラン州に点在する。
スズ以外の鉱物資源としては、金鉱（サラワク州、パハン州）、鉄鉱、ボーキサイト鉱（ジョホール州）などが有力である。有機鉱物資源では、石炭、原油、天然ガスを産し、石炭以外は世界シェアの1%を超える。いずれもブルネイ・ダルサラーム国に近いサラワク州北部の浅海から産出する。日本が輸入する天然ガスの約20%はマレーシア産である。

### リゾート開発

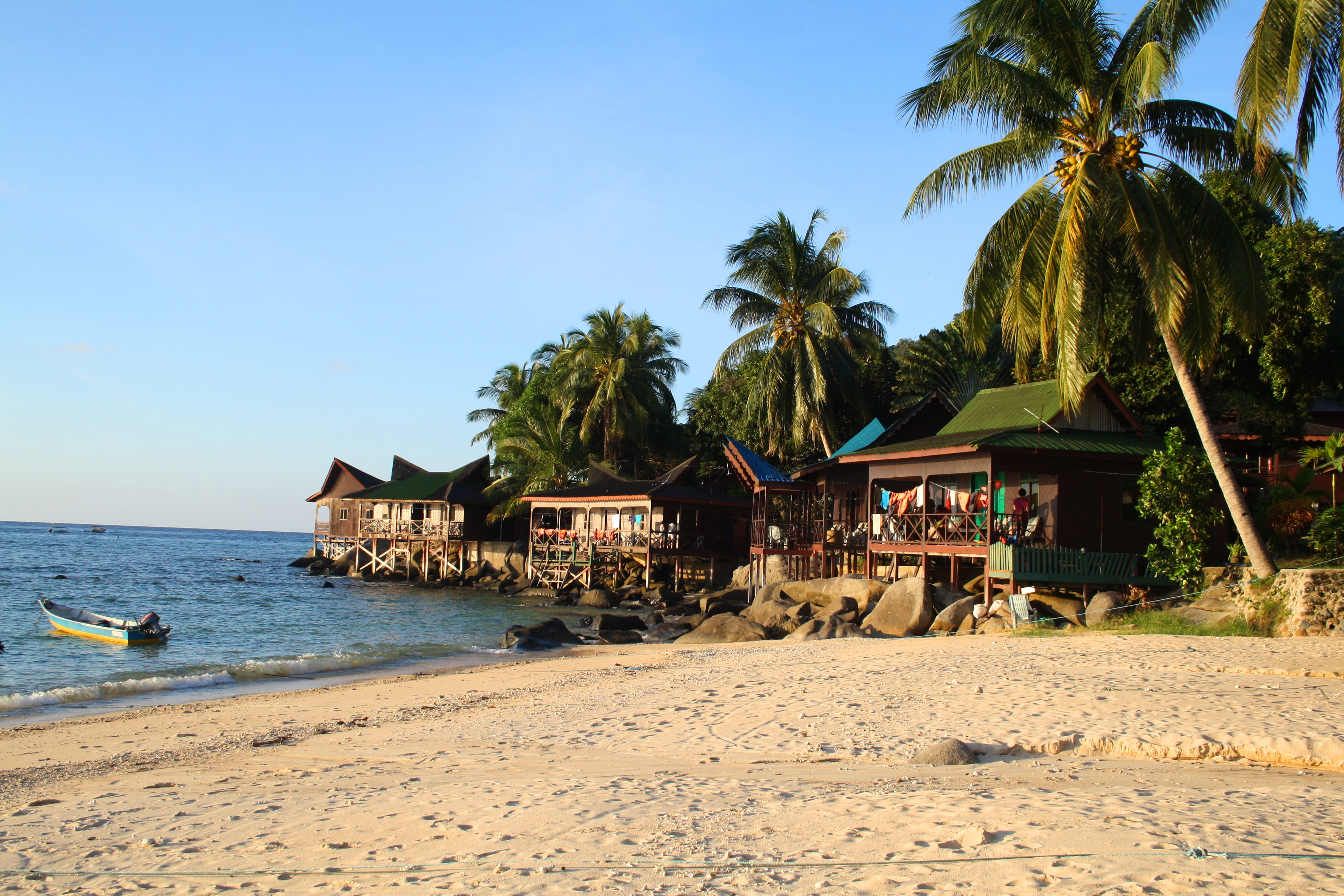
ティオマン島のリゾート

古くから世界的に有名であったペナン島などのほかに、近年ではボルネオ島やランカウイ島のリゾート開発などが行われている。これらの開発は、かねてからの主要産業のひとつであった観光産業の振興にも貢献しており、政府観光局や航空会社との協力関係をもとに各国からの観光客の誘致に国を挙げて取り組んでいる。
リゾート地には、以下のものがある。
- ペナン島
- ランカウィ島
- ティオマン島
- パンコール島
- レダン島
- ボルネオ島（コタキナバル近郊ほか）
- キャメロンハイランド（キャメロン高原）
- ゲンティンハイランド（雲頂高原）

### 民族間の経済格差
マレーシアは人種別に一人当たりのGDPが異なる。2012年の統計の民族別の世帯平均月収は、華人が6,366リンギット、インド系が5,233リンギット、マレー系が4,457リンギットだった。華人がもっとも豊かなのは、マレーシア経済において支配的な立場にあるためだが、ペトロナスやプロトンといった政府系企業においては、ブミプトラ政策の影響でマレー系が独占的な立場 を有する。ただし、縁故採用の常態化といった問題から、すべてのマレー系住民が同政策の恩恵を受けているわけではない。結果として、マレー系コミュニティにおける経済格差は他民族と比較して極端に大きく、経済格差の規模は東南アジア最大である。
都市部と農村部の経済格差問題もあり、マレーシア国内で月収が1,000リンギット以下の世帯が全体の8.6%にあたる49万8,800世帯に上っているという。政府は、2013年より最低賃金制度を導入し、低所得者層の収入の増加を図ろうとしている。
マレーシアで有力な経済人は華人系が圧倒的に多く、個人総資産額の上位の大半が華人系で占められている。代表例としては、製糖事業で財を成したケリーグループを率いるロバート・クオック（郭鶴年）やパーム油（マレーシアの主要輸出品）関連事業を手がけるIOIグループの最高責任者リー・シンチェン、シンガポールに拠点を持つ不動産業大手ホンリョングループ総帥クェック・レンチャンが挙げられる。また、華人系実業家の多くは、シンガポールや香港と関係が深く、マレーシア政府との結びつきが弱いことに特徴がある。マレーシア企業でありながら拠点が国外（シンガポールや香港など）にあったり、事業の主要な収益源が海外である場合も少なくない。
一方、マレー系実業家の多くは政府と癒着関係にあり、官製企業の主要役職を務めていることが多い。たとえば、プロトン社長のサイド・ザイナル・アビディンや、ペトロナスCEOにして原油輸出に関する国営企業AETの会長を務めるシャムスル・アズハル・アッバスなどである。
インド系は概して貧しい傾向にあるが、通信大手マクシス・コミュニケーションズの買収に成功した投資家にして国内第2位の富豪であるアナンダ・クリシュナンのような例外も存在する。また、印僑の父とポルトガル系マレー人（マラッカの少数民族）の母を持つトニー・フェルナンデス（エアアジア代表）のような人物も存在する。

## 交通

### 鉄道
マレー鉄道がタイ国境（西線。東線は国境付近まで）からシンガポール（マレー鉄道のシンガポール国内区間はマレーシアの権益）まで縦断しているほか、クアラルンプール周辺では高架電車や近郊通勤列車、モノレールが整備されている。
マレーシアではペナンとバターワースを結ぶリニアモーターカーの建設プロジェクトがあり、クアラルンプールとクアンタン、クアラルンプールとジョホールバルを結ぶ時速350キロの高速鉄道建設プロジェクトも検討されており、マレーシアの鉄道は近代化し高速化もする見込みである。

### 自動車

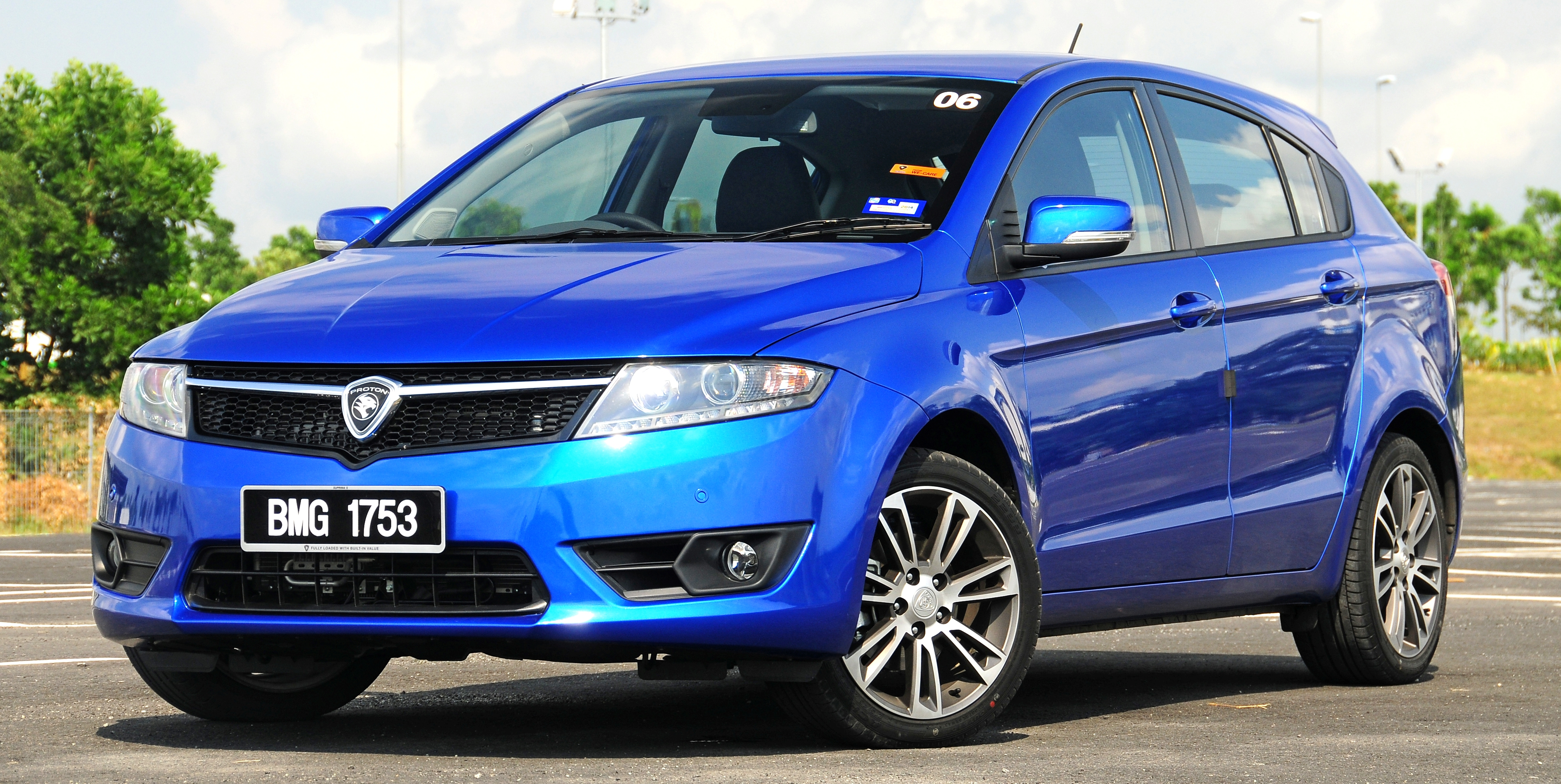
プロトの自動車

イギリスの植民地時代から道路が整備されていたが、特に近年は都市部を中心に道路の整備が進んでおり、高速道路網の整備は非常に進んでいる。市街地では国産車・プロトンを使ったタクシーやバス路線網が発達しているが、一部整備状態の悪い車両もあり、またタクシーにおいては不当請求が常態化するなどの問題もある。

### 航空

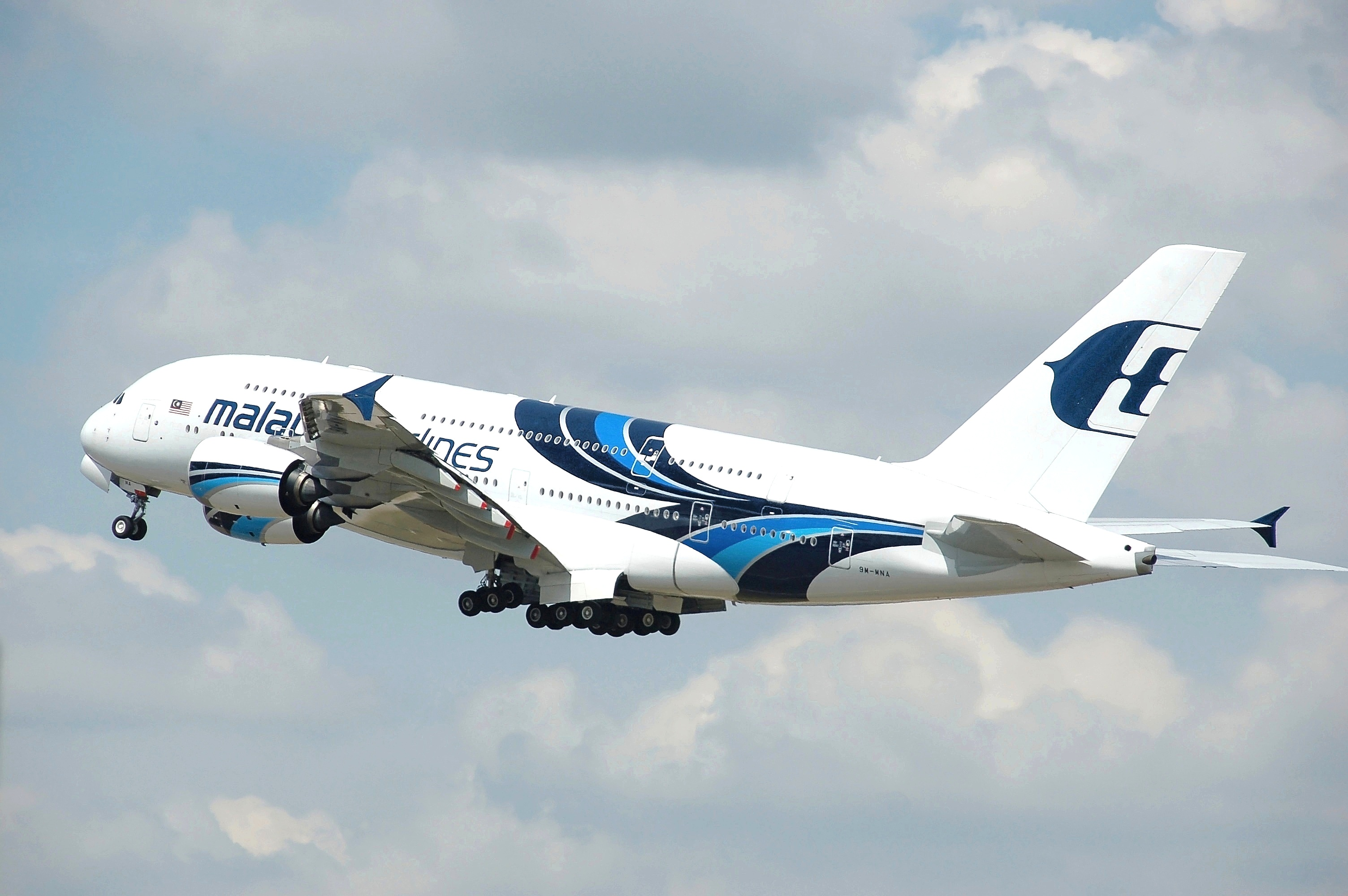
マレーシア航空

国内の主要都市は、「ナショナルフラッグ・キャリア」のマレーシア航空や格安航空会社のエアアジアなどの航空会社により結ばれているほか、これらの航空会社が諸外国との間を結んでいる。
特に東南アジアのハブ空港のひとつとして1996年に完成したクアラルンプール国際空港は、ヨーロッパとオーストラリアとの間を結ぶ「カンガルー・ルート」の中継地のひとつとして利用されている。

## 国民

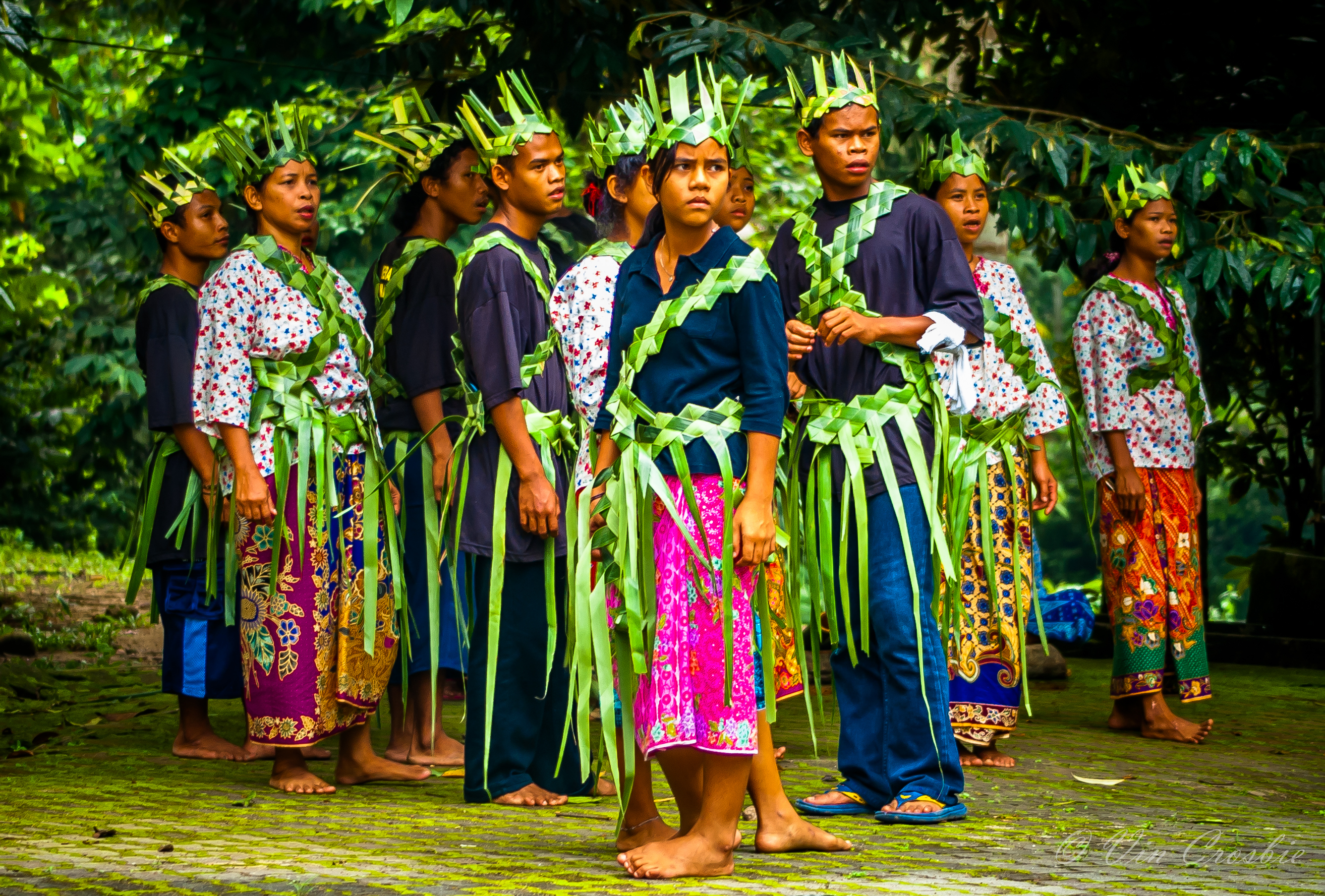
マレーシアの人々

### 多民族国家・民族構成
マレー半島は海のシルクロードと呼ばれており、中世の頃に中国、インド、中東そしてヨーロッパからも貿易商人が訪れた。
3つの主要民族と地域の歴史が複雑に入り混じって並存するマレーシアは、民族構成がきわめて複雑な国のひとつであり、多民族国家である。単純な人口比では、マレー系（約65%）、華人系（約24%）、インド系（印僑）（約8%）の順で多い。
マレー系の中には、サラワク州のイバン族、ビダユ族、サバ州のカダザン族、西マレーシアのオラン・アスリ (orang asli) などの先住民も含まれ、各民族がそれぞれの文化、風習、宗教を生かしたまま暮らしている。マレー半島北部（タイ深南部の国境周辺）では、かつてパタニ王国が存在したことから、同地域にはタイ系住民のコミュニティが存在する。ただし、これらの住民は「タイ王国に出自を持つマレー人」といった存在であり、一種の政治難民である（パタニ連合解放組織など）。もっとも、隣国同士だけに一般的な人的交流も盛んであり、主な大都市に存在するタイ系コミュニティは上記の歴史的経緯と特に関係はない。
ほかにも、先住民ではない少数民族として民族間における混血グループが複数存在し、華人系の混血（ババ・ニョニャ）やインド系とマレー系の混血（チッティ）、旧宗主国などのヨーロッパ系移民とアジア系の混血（ユーラシアン）が少数民族集団（マイノリティグループ）を形成している。

#### 華僑系住民
マレーシアの華人の歴史は、主に広東省などから貿易業の移住者が始まりとされ、英国植民地時代には錫鉱労働者、清朝崩壊（あるいは中国国民党の追放）後の政治難民もいる（浙江財閥など）。
華人系マレーシア人の多くが話す中国語は、広東語や福建語、客家語、潮州語（まれに上海語）といった南方系方言であり、中国本土で一般的に使われる標準中国語の普通話（北方系方言由来）とは意思疎通ができないほど言語が異なる。ただし、多くの華人系の子女は中華系の学校に就学し、標準中国語(Mandarin) を学ぶ。一方、プラナカンのように中国語がまったく話せない華人系住民も少なくなく、また中国語での会話はできるが漢字が読めない華人系は多数存在する。
ちなみに、かつてマラッカ海峡を拠点とした海賊（後期倭寇）の末裔もいるとされるが、統計的に言えば「華人系」のカテゴリに吸収される。華人系には極少数であるがイスラム教徒もいる。
イギリス統治下において奴隷的な立場で連れられてきた賃金労働者の子孫（苦力など） も多数存在している。

##### プラナカン（海峡華人）
華人系の中には英語のみを母語とする家系が存在する。これら英語話者の華人系住民は、英国統治下の時代に「英国人」として海峡植民地（ペナン、マラッカ、シンガポール）において支配階層（英籍海峡華人公会）を形成していた華僑の末裔であり、錫鉱労働者などの（出稼ぎ）労働者として移り住んだグループ（トトックと呼ばれる）と区別してプラナカン（海峡／英語派華人）と呼ばれる。その多くが旧宗主国に忠誠を誓ったため、故郷（中国本土）との関係が希薄となった。現在でも本土との関わり合いはほとんどなく、逆にシンガポールやインドネシアに住む華人グループとの結び付きが深い。たとえば、シンガポールの人民行動党は、独立以前のシンガポール周辺地域におけるプラナカン系の民族政党という出自を持ち、現在でもマレーシアの華人系政党（民主行動党）と友好関係にある。ちなみに、シンガポールの初代首相リー・クアンユーは、プラナカンの代表的な人物である。
プラナカンとマレー人や英国人などの他の民族との混血のことをババ（男）・ニョニャ（女）と呼ぶ。いずれも華人系であり、混血化が起きてからかなり経つ場合もあるため、プラナカンとババ・ニョニャの区別は曖昧 なこともある。

#### インド系住民
「印僑」とも呼ばれることのあるインド系は南インド出身者（タミル人）が多く、マレーシアにおけるインド文化もタミル人の風習を色濃く受け継いでいる。ただし、かつてはアーリア系の北インド出身者も少なくなく、高い社会的地位を享受していた。しかし、70年代を通してマレー系の地位が飛躍的に向上したことから、富裕層であった北インド出身者の帰国が相次ぎ、結果として貧困層が多い南インド系が主流となったといわれる。
現在はサイバージャヤといった地域でIT系の技術者として働くために本土から移民してきた新世代も増えつつある。ごく小規模だが、パンジャーブ人（シク教徒）のコミュニティも存在し、弁護士・会計士などの職業についているものも多い。
タミル系移民がイスラムに改宗した「ママック（あるいはママッ）」と呼ばれる民族グループもある。ママックは「ママック・ギャング」で知られる通り、インド系に横たわる貧困問題を背景としてマフィア化が進んでいる。「ママック」は蔑称とされることもある。
なお、マハティール元首相は母親がマレー系、父親がインド南部のケーララ州からの移民であり、「マレー系」であるのか「インド系」であるのか出自問題が議論されたこともある。

#### 混血系住民
ユーラシアンとは「ヨーロッパ (Euro-) とアジア (Asian)」を意味する少数民族のことであり、旧宗主国からやって来たヨーロッパ人とアジア系移民との混血系を指す。
ほかに、ポルトガル系とマレー系の混血をクリスタンと呼称し、オランダ系あるいは英国系との混血のみをユーラシアンとする考え方もある。これらユーラシアン系の大半はマラッカおよびペナン周辺に居住区を構えている。
また、華人系とインド系の結婚もみられ、両民族間で生まれた子どもをチンディアン と呼ぶ。

#### 民族対立
マレーシア史上最大の民族対立事件である5月13日事件以降、華人系とマレー系の対立構造が鮮明となった。
マレー系の保守政治家の一部が「他民族が居座っている」または「間借り人である」といった趣旨の差別発言をすることがあるが、マレーシア建国時（憲法上「マレーシアの日」と呼ぶ）の協定（1957年制定マレーシア憲法第3章）において、マレー半島およびボルネオ島の該当地域で生まれたすべての居住者に国民となる権利が認められているため、正確な理解とは言えない。この発言にも見られるように、マレーシアは多民族社会とはいえ、その内情は必ずしも平和的なものではなく、民族間の関係は常に一定の緊張をはらんだものとなっている。
実際、各民族の居住地域は明らかな偏りがあり、たとえば華人系はジョホール・バルやクチン、ペナン（ジョージタウン）、イポー、コタ・キナバルといった都市部に集団で居住していることが多く、インド系は半島南部やボルネオ島西部の農村部、あるいは大都市圏のスラム化した地域に多い。唯一、最大都市クアラルンプールのみが国全体の民族比率に準じているが、生活習慣の違いといった理由から、民族間の交流はあまり盛んではない。
2008年には、住民を起訴なしで無期限拘束できる国内治安法に対する大規模な反対集会が開かれ、翌年にも同様のデモが行われた。

### 人権
マレーシアは、2024年世界平和度指数で10位、アジアで2位と、平和な国として特徴づけられているが、前述のように民族問題がないわけではない。マレーシアは、人権などの指標である「積極的平和指数」で46位と、先進国の後塵を拝している。

### 言語

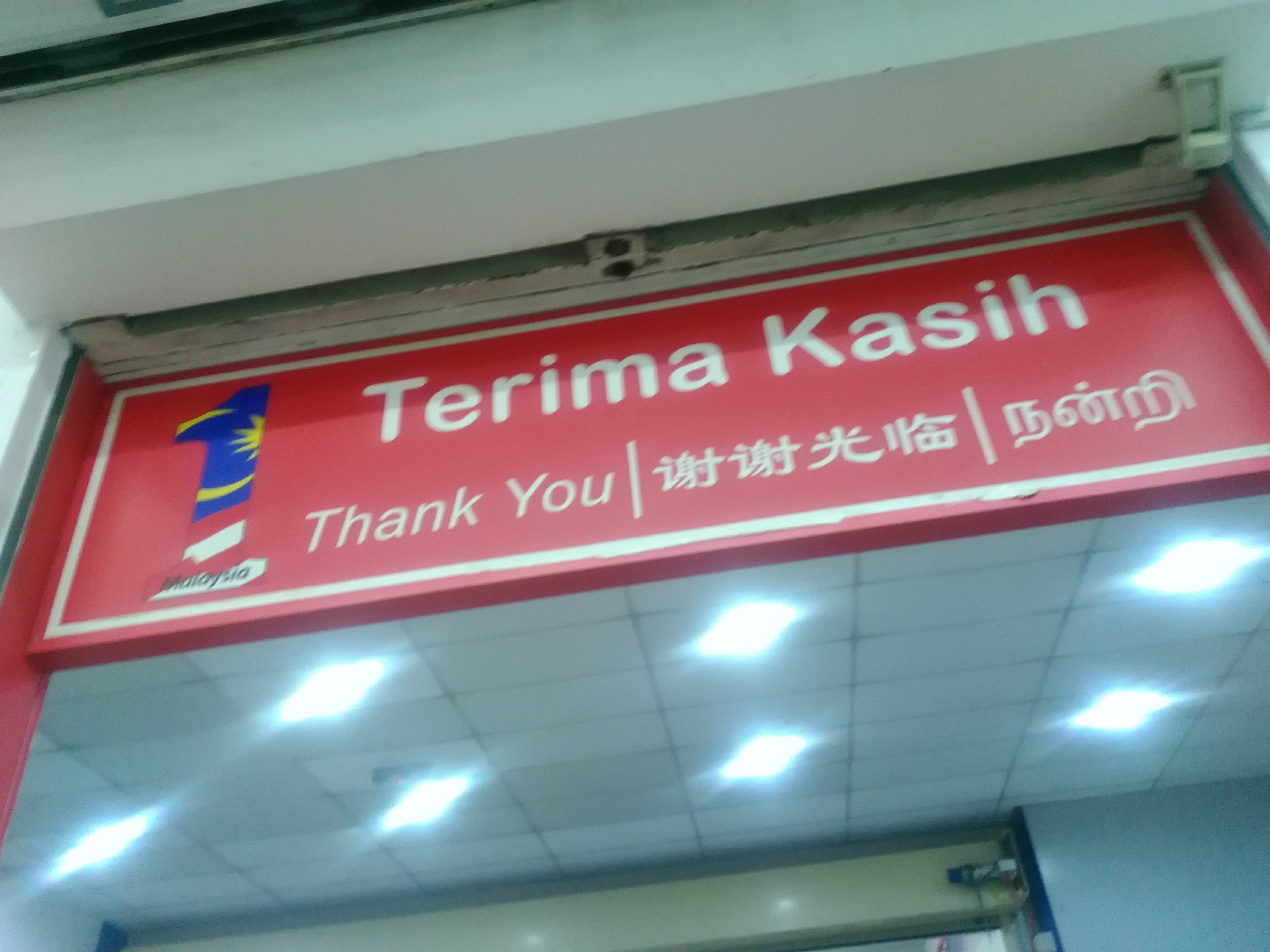
マレー語、英語、中国語、タミル語で書かれた看板

公用語の名称は「マレー語」か「マレーシア語」であるかの議論が今も続いている。広義の「マレー語」はインドネシア語などを含む場合があるため、政府が「マレーシアの国語としてのマレー語」を「マレーシア語 (Bahasa Malaysia)」と呼ぶことを定め、この呼称が2007年より正式に使われているとの説を採る一部の学者に対して、憲法第152条の明記やら大学教育機関での名称を考慮して、あくまでも「国語はマレー語 (bahasa Melayu) である」とする多数の学者がマレーシア国内外に存在する。
1967年まで公用語であった英語は、現在は準公用語として広く使用され、マレーシア語とともに各民族間の共通語の役割を担っている。
- マレー人はマレー語を母語にしているが、東マレーシアのサバ州・サラワク州ではイバン語、ビダユ語、カダザン語などを母語とする先住民もいる。またマレー半島でも東海岸では、少ないながらもアスル語（先住民オラン・アスリの諸言語）話者も存在する。マレー語は固有の文字を持たなかったため、アラビア文字を改良したジャウィ文字が使用されていた。現在ではローマ字表記が用いられているが、ジャウィ文字もごく一部で使用されている。一部のマレー系民族主義者のグループから道路標識などを全面的にジャウィ文字にすべきなどといった主張もされることもあり、中華系からの反発を呼んでいる。
- 華人は、かつて中国南部から移ってきた人々が多く、広東語、福建語（閩南語）、潮州語、客家語、福州語などの地方語が母語になっているが、中国語の学校教育は標準中国語(華言)で行われているのでこれが共通語になっている。漢字の字体については、学校教育など公的な場では簡体字が使われるが、商店や商品包装などでは繁体字が使用される場面もある。
- インド系住民は多くがタミル語を母語としている。

英語を母語とするマレー人、華人、インド人が多い。また中国地方語の種類も多く、世界でも有数のマルチリンガルが多い環境となっている。
近年、華人以外も中国語教育が盛んで、少なくともホテルや観光地、ビジネスでは中国語だけで事足りるほどであり、これは同じく華人の多い隣国タイとは大きな違いである。ただし、中国語がかなり話せても漢字はほとんど書けないという人も多い。

### 宗教

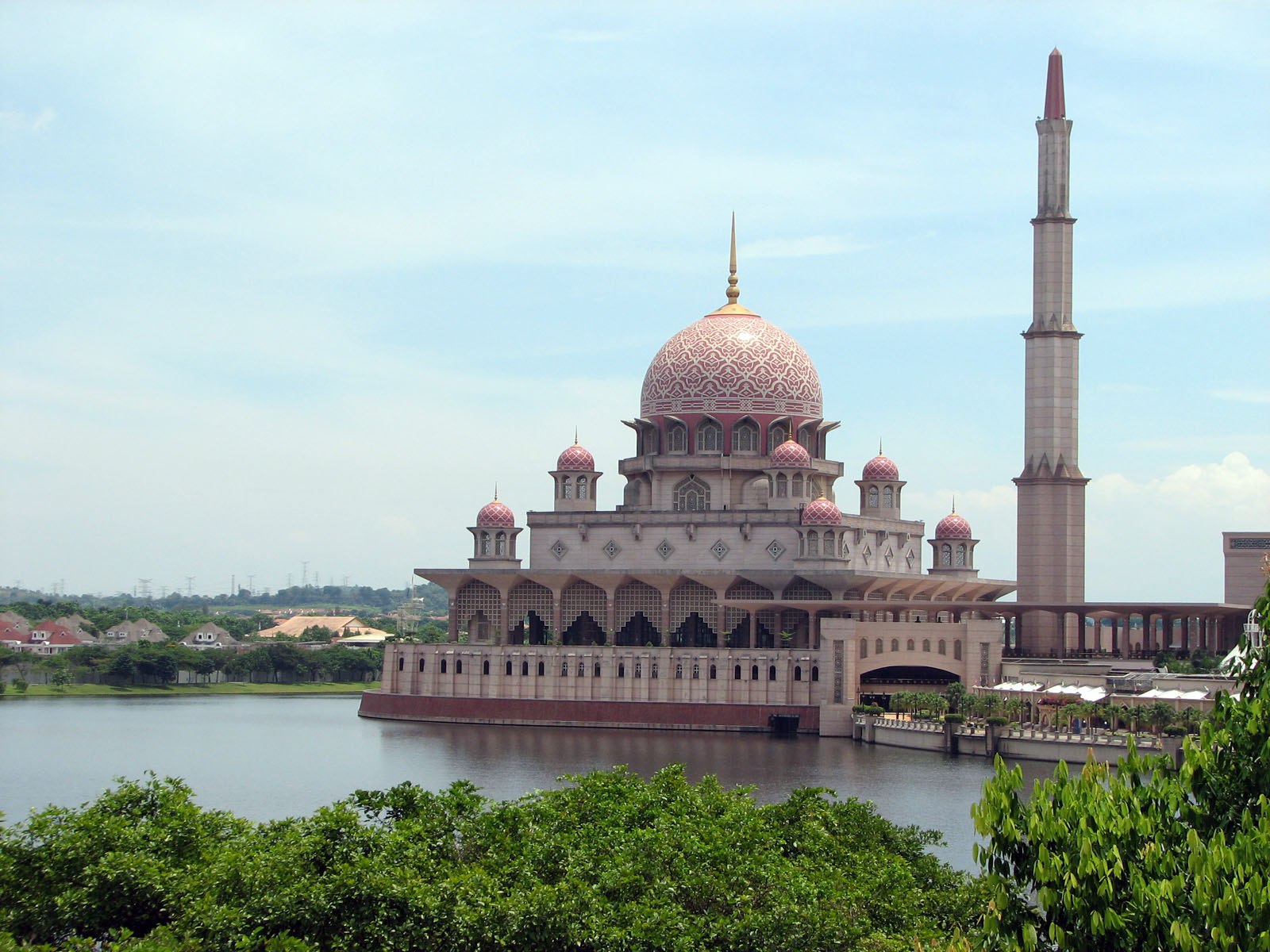
プトラ・モスク

イスラム教が国教であり、マレー系を中心に広く信仰されている。中国系は仏教、インド系はヒンドゥー教徒が多い。また、イギリス植民地時代の影響でキリスト教徒もいる。2010年の国勢調査によれば、イスラム教61.3%、仏教19.8%、キリスト教9.2%、ヒンドゥー教6.3%、中国民俗宗教1.3%、その他2.1%、とほぼ民族人口比を表すような構成比になっている。
東アジアの非イスラム教国に住むムスリム（イスラム教徒）は、一般にマレーシアの見解に従うことが多い。なお、マレーシア政府は先住民族を原則としてムスリムとして扱い、イスラム以外の信仰を認めていない（ブミプトラ政策の影響）。しかし、実際には無宗教であったり、伝統宗教（アニミズム）やキリスト教を信仰する先住民も存在する。
イスラム教徒と婚姻関係を結んだ場合、イスラム法の関係で非ムスリムも必ずイスラムへ改宗し、イスラム風の名前を名乗らなければならないため、ムスリムであることが法的義務とされるマレー系住民と結婚する他民族は少ない。ただし、オラン・アスリと呼ばれる先住少数民族は、登録上はマレー人とされるが必ずしもムスリムではない こともあり、特にサラワクでは華人系との婚姻が珍しくない。
なお、マレーシアにおいては、婚姻時、姓が変更されることはなく、夫婦別姓である。

### 教育

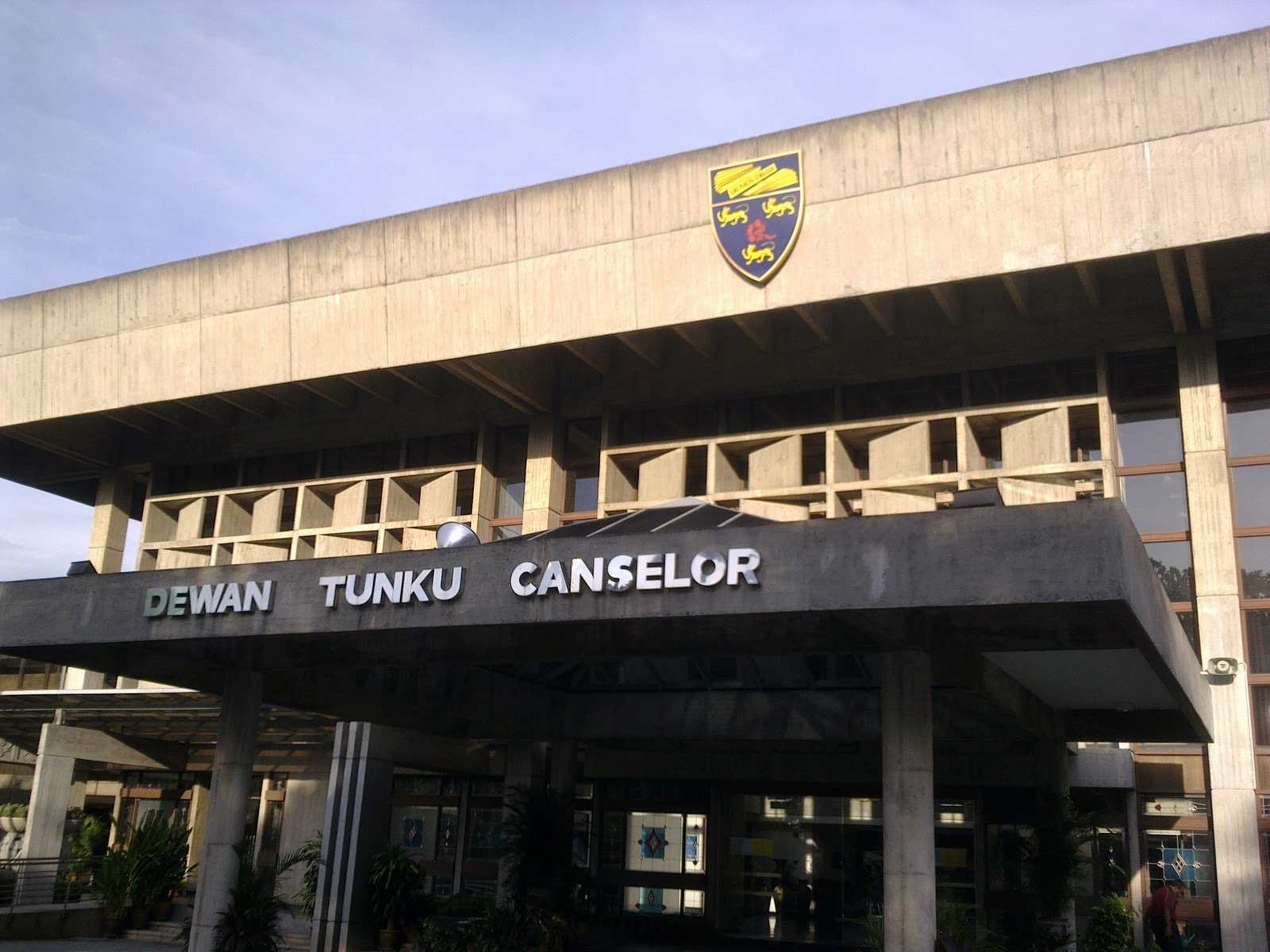
マラヤ大学

マレーシアの公用語はマレーシア語であるが、タミル語と中国語、英語も教授言語となっている。小中学校では、民族別にマレーシア語、中国語、タミル語が教える学校によって異なって使用されており、いずれの学校でもマレーシア語と英語が必修科目になっている。
教育制度はかつてイギリスの植民地であったことからイギリスとよく似ている。教育制度は小学校6年（primary school、またはSekolah Rendah Kebangsaan・Standard 1～6）、中等学校3年と高等学校2年（secondary school、またはSekolah Menengah Kebangsaan・Form 1～5）、大学進学課程2年（Lower 6とUpper 6）、大学3年～6年。マレーシア教育省は学問修了の国家的な試験を実施しており、小学校修了時はUPSR、中等学校Form 3でPMR、高等学校Form 5でSPM、その後の高等教育過程学年のLower 6にてSTPM、Upper 6にてSTTPMなどの試験を受ける。複雑なのは、マレー系の小学校を修了しUPSRを受験した者は、試験の結果に関わらずそのまま中等学校のForm 1に進級できるのだが、中国系またはインド系の小学校の修了試験でマレー語の科目で成績が悪い場合はForm 1に進級することはできず、1年の予備学年 (Peralihan/Remove Class) を履修してからでなければ、Form 1には進級できない。Form 5終了時のSPM試験の成績優秀者は、新聞の全国版に大々的に発表される。
公立の中国語学校は小学校までしかなく、卒業後は一般の（マレー語主体の）公立学校や、私立学校に進むことになる。公立の学校の中には、数は少ないが中国語を課外授業として選択できる学校や、正規の授業として中国語を取り入れている学校（華中と呼ばれる）もある。現在、華中は人気があるため、UPSRの結果がよくなければ入学も困難である。
中国系の私立学校は独立中学校 (Chinese Independent High School) と呼ばれ、マレー風の名前のつく私立学校の5年間のKBSMとは別の6年間の中国語を主体とした教育を行っており、そこに通う子供たちはSPM PMRの中国語版とも言える「独立中学統一試験」を受けることになる。この試験は台湾や日本やアメリカなどマレーシア以外の国で高校の卒業資格として認められるため、卒業後は台湾をはじめとする海外の大学に留学する子供の割合が多い。
華僑には教育熱心な家庭が多く、シンガポールに隣接するジョホールバルでは、より高度な教育を受けさせるために、子弟をシンガポールに越境通学させる家庭もある（朝夕にはシンガポールに通う学生のための通学バスや、学生専用の税関レーンまで存在する）。
主な高等教育機関としては、マラヤ大学（1949年設立）、マレーシア国民大学（1970年設立）、マレーシア工科大学（1975年設立）、マレーシア科学大学（マレーシアサインズ大学）（1969年設立）などが挙げられる。

## 文化

### 食文化

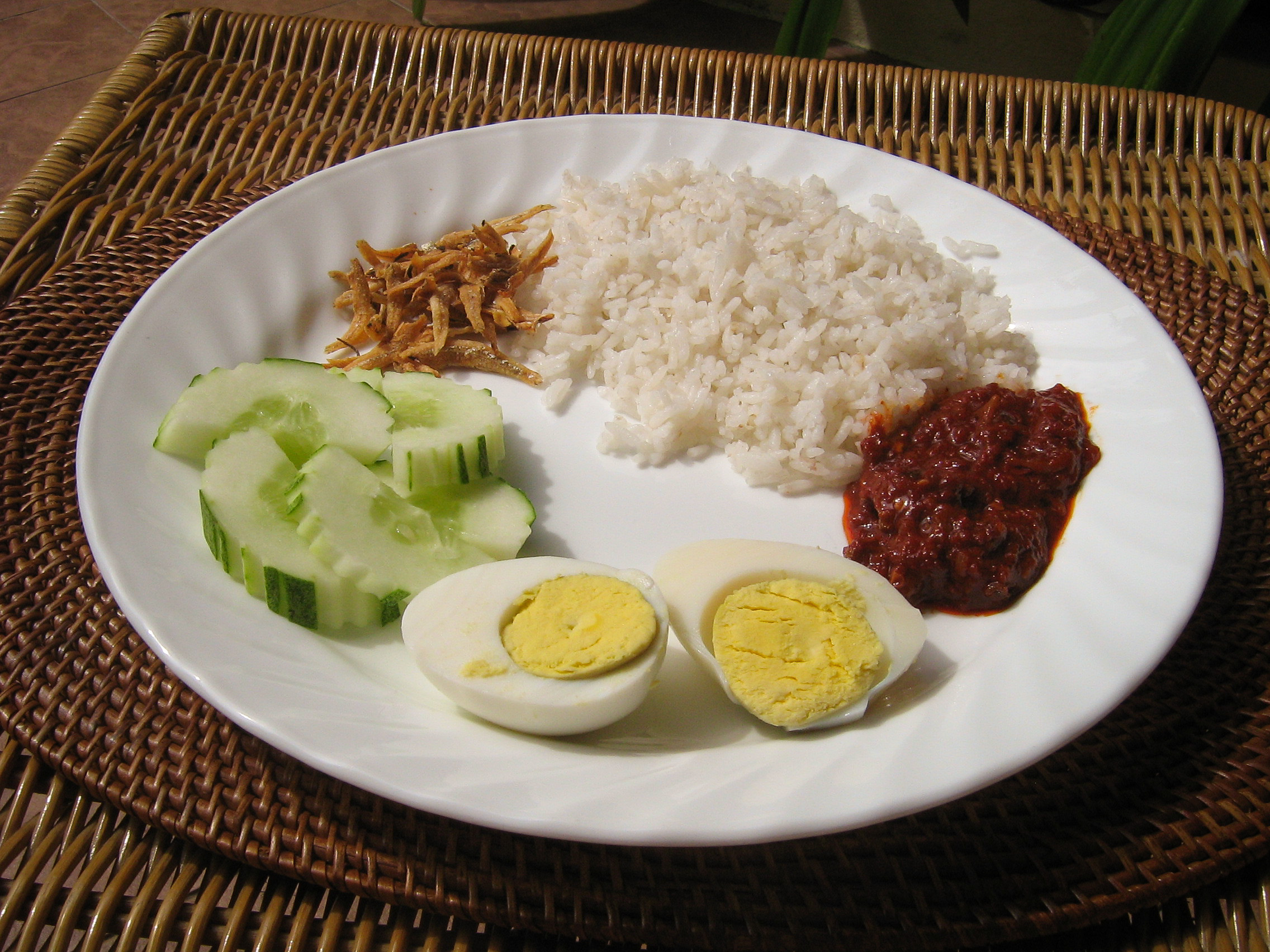
ナシレマ

イスラム国家ではあるが、多民族であることから非ムスリムの華人や外国人は飲酒も可能であり、豚肉も食べたりと非常に食の自由度が高い。特に中華系移民の間から発祥したマレーシアでしか味わえない食べ物もある。その中でも肉骨茶であるバクテーは人気が高い。
南国なので果物は非常に多彩であり、特にドリアンはもっともポピュラーな果物のひとつであり、屋台などでも容易に購入できる。ただし、マレーシアの食料自給率は高いとはいえず、果物の多くも国外からの輸入である。
マレー料理の代表として、ココナッツミルクで炊いたご飯に油で揚げたにぼし・ピーナッツ、ゆで玉子・きゅうりを乗せ辛いソースを添えたナシレマッが挙げられる。
インド系料理の代表として、ロティやトサイという米粉や小麦粉をクレープ状に焼いたものに、カレー風味のソースをつけて食べる朝食がある。
マレーシア人は魚をよく食べており、魚介類消費量は1人当たり年56.5キロと日本より多い。一方で、マレーシアの漁獲高は年を追うごとに減り続けており、世界自然保護基金はこのままだと同国の水産資源は2048年に枯渇するとしている。

### 音楽
西欧の現代音楽シーンとは係わり合いがなさそうに思えるが、2000年代以降「タズル・イザン・タジュッディン、キー・ヨン・チョン、アエノン・ジャエン・ルー、ジィ・アーヴィ」などの新世代は海外で積極的に評価され、国際的にトップレベルの水準に達していることで知られる。
P・ラムリー（1929—1973）はマレーシアのポピュラー音楽の発展に貢献し、独自のスタイルで多くの名曲を生み出しました。彼の楽曲は、マレーの伝統音楽や西洋の音楽要素を融合させた独創的なものであり、今日でも多くの人々に愛されています。

### 世界遺産
マレーシア国内には、ユネスコの世界文化遺産および自然遺産が存在している。

### 祝祭日
| 日付                     | 日本語表記             | 現地語表記                    | 備考           |
| ------------------------ | ---------------------- | ----------------------------- | -------------- |
| 1月1日                   | 正月                   | Tahun Baru                    |                |
| 旧暦1月1日・1月2日       | 旧正月                 | Tahun Baru Cina               |                |
| ヒジュラ暦第3月12日      | ムハンマド誕生日       | Maulidur Rasul                |                |
| 5月1日                   | メーデー               | Hari Pekerja                  |                |
| 5月の満月                | 釈迦誕生日             | Hari Wesak                    |                |
| 6月第1土曜日             | 国王誕生日             | Hari Keputeraan Agong         |                |
| 8月31日                  | 国家記念日             | Hari Kebangsaan               |                |
| 9月16日                  | マレーシア・デイ       | Hari Malaysia                 | 2010年から施行 |
| ヒジュラ暦第10月1日・2日 | イスラム断食明け       | Hari Raya Puasa (Eid Al-Fitr) |                |
| ヒンドゥー暦6月          | ディーパバリ           | Deepavali                     |                |
| ヒジュラ暦第12月10日     | メッカ巡礼祭（犠牲祭） | Hari Raya Haji (Eid Al-Adha)  |                |
| ヒジュラ暦第1月1日       | イスラム新年           | Awal Muharam (Maal Hijrah)    |                |
| 12月25日                 | キリスト誕生日         | Christmas                     |                |

- 上記祝日以外にも、州毎にスルタンの誕生日を祝う祝日、タイプーサム（ヒンドゥー教の祭日。州による）、2月1日は連邦領記念日（連邦領のみ）が、地域に応じた祝日となっている。祝日が日曜に重なるものは、翌日が振替休日となる。

### スポーツ
マレーシアの国技はセパタクローであるが、やはり他の東南アジア諸国同様にサッカーが圧倒的な1番人気のスポーツとして挙げられる。特に、イングランド・プレミアリーグの人気が非常に高くテレビ観戦されている。他方でバドミントンも盛んであり、ウォン・チューハンやリー・チョンウェイといった世界的な選手を輩出している。
サッカー
マレーシア国内では欧州サッカーのみならず、マレーシアサッカー協会（FAM）によって構成されるサッカーマレーシア代表や、2004年に創設されたマレーシア・スーパーリーグも非常に人気がある。2019年に行われたマレーシアカップ決勝では、"8万5420人" の観客動員数を記録しており、そのサッカー熱の高さがうかがえる。マレーシア代表はこれまでFIFAワールドカップには未出場であるが、AFCアジアカップには4度の出場経験をもつ。